# 3740 Menge
3740 Menge eller 1981 EM är en asteroid i huvudbältet som upptäcktes den 1 mars 1981 av den belgiske astronomen Henri Debehogne och den italienska astronomen Giovanni de Sanctis vid La Silla-observatoriet. Den är uppkallad efter Sergio Menge de Freitas.
Asteroiden har en diameter på ungefär 8 kilometer.